# 鎌津田甚六
鎌津田 甚六（かまつだ じんろく、生没年不詳）は、安土桃山時代から江戸時代初期にかけての鉱山師・治水家である。慶長年間（1596年-1615年）に盛岡藩の大事業であった鹿妻穴堰の開削を成功させたことで知られる。

## 経歴
出身は鎌津田村（現・岩手県岩泉町釜津田）といわれるが、飯岡村（現・岩手県盛岡市飯岡）や、さらには近江国、佐渡国という説もありはっきりしない。
慶長4年（1599年）、盛岡城の築城に際し、甚六は盛岡藩祖・南部信直から鹿妻、太田地域の荒地を水田に変えるための鹿妻穴堰の開削を命じられた。しかし当時の雫石川は暴れ川として有名であり取水は困難であったが、甚六は調査の末、雫石川に突き出た剣長根の岩山に穴口を掘ることを決めた。掘削工事は難航したが、鉱山の採掘技術をもって開削したとされる。
また、歓進僧・陸坊が鹿妻穴堰のある穴口付近に鉱脈があると宣伝して歩いたため、甚六は金の採鉱と開田を兼ねての穴堰掘削を藩に提議したと伝わり、明治2年（1869年）に藩が新政府に提出した「御領中諸鉱山取調帳」にも当地付近が金・銀山と記されている。穴口では最近まで凝灰岩中に胚胎する含金銀石英脈が観察でき、自然金が肉眼鉱として存在した。